# Marcus Vipsanius Agrippa Postumus
Marcus (Vipsanius) Agrippa Postumus (12 v.Chr. - 14 n.Chr.) ook bekend als Agrippa Postumus, was de derde en jongste zoon van Agrippa uit zijn derde huwelijk met Julia (dochter van Augustus). Hij werd kort na het overlijden van zijn vader geboren en kreeg de naam Marcus Agrippa en de (latere?) bijnaam van Postumus ("postuum (geboren)").
Zijn moeder hertrouwde het jaar daarop met Tiberius Claudius Nero, de stiefzoon van haar vader, en Agrippa werd waarschijnlijk opgenomen in het huishouden van zijn grootvader Augustus. In 2 n.Chr. nam hij deel aan de ludus Troiae. Hetzelfde jaar nog werd zijn moeder verbannen, terwijl zijn stiefvader zich reeds in 6 v.Chr. had teruggetrokken op Rhodos.
Nadat zijn oudere broers, Gaius en Lucius, waren overleden, werd hij op 26 juni 4 n.Chr. samen met de oudere Tiberius door zijn grootvader Augustus geadopteerd, twee dagen na het populistische festival van Fors Fortuna. Hij was humeurig en opstandig en had geen van de kwaliteiten die nodig waren voor het keizerschap en die van hem verwacht werden, zeker gezien zijn nobele afkomst.
In 6 n.Chr. werd hij, onder invloed van Livia, naar Sorrentum verbannen en in 7 n.Chr. werd hij door de Senaat veroordeeld tot levenslange verbanning naar het eiland Planasia. Daar bleef hij zeven jaar gevangen tot hij in 14 n.Chr., vlak na de dood van Augustus, werd vermoord. Waarschijnlijk gebeurde dit op bevel van Livia, hoewel het ook mogelijk is dat het de laatste "wens" van Augustus zelf was.

## Referentie
- A.E. Pappano, Agrippa Postumus, in CPh 36 (1941), pp. 30-45.

## Verder lezen
- R. Scharf, Agrippa Postumus. Splitter einer historischen Figur, Landau, 2001. ISBN 3-930927-71-3